# Haikou
Haikou (海口 em chinês) (literalmente a "boca do mar"), situada a norte da ilha de Ainão, é a capital da província de Ainão da República Popular da China, tem uma população estimada de 830.192 (2006), e é a maior cidade da ilha.
|  |  |  |

## Subdivisões de Haikou
- Distrito de Longhua 龙华区
- Distrito de Meilan 美兰区
- Distrito de Qiongshan 琼山区
- Distrito de Xiuying 秀英区